# История почты и почтовых марок Венгрии
История почты и почтовых марок Венгрии охватывает развитие почтовой связи на территории Венгрии в составе австрийского государства (до 1918 года) и в последующие периоды независимых венгерских государств, с выпуском собственных почтовых марок с 1871 года.

## Ранняя история почты
История почты в Венгрии началась во времена австрийского государства, и почтовая служба здесь была организована в конце XVII века. В середине XVIII века появились первые штемпеля с буквой V (von — из) и названием города; они имели декоративные рамки и орнаменты. Дату писал на письме чиновник. В начале XIX века начали применяться штемпеля с надписями: «Franco» («Оплачено»), «Portó» («Оплатить»), «Recomando, Recomon» («Заказное») и другими.
До 1867 года, времени возникновения Австро-Венгрии, существовало одно общее управление для австрийской и для венгерской почт. В дальнейшем в Венгрии появилось самостоятельное почтовое управление, подчинённое венгерскому министру торговли. Венгерских почтово-телеграфных округов к концу XIX века было девять.
Обе половины Австро-Венгерской монархии, несмотря на различие с 1871 года почтовых знаков, в почтовом отношении составляли одну территорию. Однако финансовая сторона почтового дела была совершенно разграничена, а во Всемирном почтовом союзе каждой части монархии был предоставлен самостоятельный голос. В связи с этим Российская империя, например, в 1904—1905 годах заключила соглашения о взаимном обмене денежных почтовых переводов, в числе других государств, с Австрией и Венгрией отдельно.
В 1894 году Венгрия имела 4132 почтовых учреждения, причём одно почтовое учреждение приходилось на 78 км² и 4226 жителей. Общее число отправлений за год составило 840 628 000, в том числе:
- 146 180 000 писем,
- 45 788 000 открытых писем (открыток),
- 113 992 000 произведений печати,
- 14 752 000 почтовых переводов и
- 17 430 000 посылок.

На одного жителя приходилось 16,3 почтового отправления, а превышение дохода над расходами, в пересчёте на рубли Российской империи того времени, выражалось в приличной сумме — 3 975 607 рублей.
По данным Международного бюро Всемирного почтового союза за 1903 год, общая стоимость отправленных почтой писем и посылок с объявленной ценностью равнялась в Венгрии 5 млрд франков (столько же, сколько во Франции).

## Выпуски почтовых марок

### В составе Австрийской империи
В 1848 году художник Мор Тан (венг. Mór Than) подготовил рисунок для первой венгерской почтовой марки. Однако она не вышла в обращение, поскольку Венгрия потеряла свою независимость, став в 1849 году провинцией Австрийской империи. В таком статусе на её территории в 1850 году были введены в обращение австрийские марки.
По распоряжению начальника почтового отделения в Токае первый выпуск марок Австрии был снабжен линейной просечкой. Эти марки, особенно с номиналом в 2 крейцера, очень редки. Они известны со штемпелями Токая и Хамонны.
Марки Австрийской империи были в обращении на территории Венгрии до 1867 года.

### В составе Австро-Венгрии
После образования в 1867 году Австро-Венгерской монархии венгерские почтовые отделения были переданы Венгерскому министерству земледелия, торговли и ремёсел. В том же году в обращение поступила серия марок, которая имела равное хождение на территориях Австрии и Венгрии. Единые австро-венгерские выпуски были в обращении до 1871 года.
1 мая 1871 года в обращение поступила первая серия из шести марок Венгрии. Миниатюры с портретом императора Франца Иосифа I и гербом Венгерского королевства были отпечатаны литографским способом. Названия почтовой администрации на них не было указано. Известно несколько экземпляров марки номиналом в 2 крейцера тёмно-жёлтого цвета вместо оранжевого. Эти марки из первого тиража, который не поступил в обращение из-за плохого качества печати (на лице Франца Иосифа I были пятна). Указанные экземпляры были использованы в 1873 году на почтамте в Пеште. Встречаются смешанные франкировки корреспонденции марками австро-венгерского выпуска 1867 года и венгерского 1871 года.
| Первый выпуск почтовых марок Венгрии (1871)                              | Первый выпуск почтовых марок Венгрии (1871)       |
| ------------------------------------------------------------------------ | ------------------------------------------------- |
|                                                                          |                                                   |
| Первые марки Венгрии с изображением императора Франца Иосифа I (Sc #1—6) | Клише и экземпляр второй венгерской марки (Sc #2) |

1 октября 1874 года в обращение поступили марки нового рисунка. На миниатюрах было дано изображение почтового конверта, короны Святого Стефана и почтового рожка. На этих марках впервые было указано название почтовой администрации — «Magyar Kir. Posta» («Венгерская королевская почта»). Марки с таким рисунком выпускались до 1900 года с разными водяными знаками и перфорацией.
1 января 1900 года, в связи с изменением денежной единицы [1 корона (крона) = 100 филлерам (геллерам)], в обращение поступила новая серия марок с двумя рисунками — легендарная птица Турул над короной Святого Стефана и портрет Франца Иосифа I в короне Святого Стефана. До 1916 года было осуществлено несколько выпусков марок этих рисунков с разными водяными знаками и перфорацией.
В 1916—1917 годах были выпущены стандартные марки с новыми рисунками — жнецы и здание парламента в Будапеште.
| | |                                                                                      |                                                                                        |                                        |
| 1874: почтовая марка с изображением почтового конверта, короны Святого Стефана и почтового рожка (Mi #115) | 1900: почтовая марка с изображением легендарной птицы Турул над короной Святого Стефана (Mi #157A) | 1900: почтовая марка с портретом Франца Иосифа I в короне Святого Стефана (Mi #169A) | 1913: почтовая марка из первого почтово- благотворительного выпуска (Mi #174; Sc #B15) | 1916: почтовая марка «Жнецы» (Mi #192) |

Последняя серия из шести марок Венгерского королевства в составе Австро-Венгрии была выпущена 30 августа 1918 года. На миниатюрах были изображены портреты короля Карла IV и королевы Циты.
Первые почтово-благотворительные марки, с доплатой в пользу пострадавших от наводнения в Восточном Банате, поступили в обращение в 1913 году.
В 1916 году, в честь коронации короля Венгрии Карла IV, были эмитированы первые коммеморативные марки.
В 1916 году в качестве почтовой использовалась почтово-сберегательная марка в 10 филлеров.

### Выпуски независимой Венгрии

#### 1918—1920 годы
В ноябре 1918 года, после распада Австро-Венгрии, была провозглашена Венгерская республика. На стандартных марках Венгерского королевства 1916—1918 годов была сделана надпечатка чёрной краской слова «Köztarsasag» («Республика»). В 1919 году были эмитированы марки, повторяющие рисунок стандартного выпуска 1916—1917 годов (жнецы и парламент), с изменённой надписью «Magyar Posta» («Венгерская почта»). Марки с надпечаткой находились в обращении до декабря 1920 года, а новый стандартный выпуск — до июня 1921 года.
В марте 1919 года на части территории республики была провозглашена Венгерская Советская Республика. 14 июня того же года вышли её первые марки: серия из пяти миниатюр с портретами Карла Маркса, Фридриха Энгельса, Шандора Петёфи, Игнаца Мартиновича и Дьёрдя Дожа. На марках надпись «Magyar Tanács Köztarsasag» («Венгерская Советская Республика»). С такой же надпечаткой 21 июля были выпущены стандартные марки. Все марки Венгерской Советской Республики были изъяты из обращения 30 ноября 1919 года.
Созданное в 1919 году в Сегеде правительство графа Дьюлы Каройи также выпускало свои марки. Все имевшиеся здесь запасы марок были снабжены надпечаткой «Magyar Nemzeti Kormany. Szeged 1919» («Венгерское национальное правительство. Сегед 1919») и 28 июня выпущены в обращение. Всего было выпущено марок: почтовых — 41; доплатных — 8.
| |                                                                                |
| 1918: почтовая марка Венгерского королевства (портрет королевы Зиты) с надпечаткой слова «Köztarsasag» («Республика») (Mi #115) | 1919: почтовая марка Венгерского национального правительства в Сегеде (Mi #31) |

#### 1920—1949 годы
В марте 1920 года Венгрия была объявлена королевством. В 1921 году на марках Венгрии снова появилась надпись «Magyar Kir. Posta» («Венгерская королевская почта»). Она употреблялась с перерывами (в 1923—1937 годах на марках помещалась надпись «Magyarorszag» («Венгрия»)) до 1945 года. Темами выпусков тех лет были — религиозные символы, корона Святого Стефана, административные здания, церкви, эпизоды борьбы против турецкого ига и т. п.
В мае 1934 года вышел первый почтовый блок, посвящённый филателистической выставке в Будапеште в честь 50-летия «Первого отечественного союза филателистов».
1 мая 1945 года серией из 26 марок с надпечаткой «Felszabadulas. 1945 ápr. 4» («Освобождение. 1945 апр. 4») и новой стоимости на стандартных марках 1943 года, было отмечено освобождение страны от фашизма. Эти марки существуют с жёлтым и голубым фоном.
С 1945 года на марках Венгрии утверждается новая надпись «Magyar Posta» («Венгерская почта»).
В январе 1946 года на марках были сделаны надпечатки, указывающие вид почтового отправления, для которого предназначалась данная марка. Продавались они по цене, существовавшей в момент продажи. Эти надпечатки имели сокращения: «Any.» — бандероль, «Hl.» — местное письмо, «Hlp.» — местная почтовая карточка, «Tl.» — внутреннее письмо, «Tlp.» — внутренняя почтовая карточка, «Cs10-I» — для посылок до 10 кг и т. д. В мае 1946 на марках было надпечатано полное название вида почтового отправления: «Tavolsagi level» — письмо, «Ajalas» — заказное, «Csomag 5 kg» — посылка 5 кг и другие.
Провозглашение Венгрии республикой было отмечено выпуском двух марок 12 февраля 1946 года. Это был единственный раз в истории венгерских марок, когда название государства на них было дано на латинском языке («Hungarica Respublica»).
Некоторое время номиналы послевоенных марок выражались в пенгё. Однако экономический ущерб, нанесённый Венгрии участием во Второй мировой войне, привёл к гиперинфляции. Выпуск марок не поспевал за ростом почтовых тарифов. В июле 1946 года была выпущена марка с самым большим номиналом в мире — 500 тысяч билпенгё (500 × 1015 пенгё).
1 августа 1946 года была проведена денежная реформа и в обращение введена новая валюта — форинт. Первая серия стандартных марок «Индустрия и сельское хозяйство» с номиналами в новой валюте находилась в обращении с 1 августа 1946 до 28 февраля 1950 года.
|                                                                 |                                                                            |                                                                 |
| 1946: почтовая марка с надпечаткой «Ajl-I» (заказное) (Mi #857) | 1946: почтовая марка в честь провозглашения Венгерии республикой (Mi #878) | 1946: почтовая марка с номиналом в 500 тысяч билпенгё (Mi #932) |

#### После 1949 года
Провозглашение Венгерской Народной Республики в 1949 году было отмечено выпуском серии из трёх марок с новым гербом республики и надписью «Magyar Nepköztarsasag» («Венгерская Народная Республика»).
С 1 августа 1950 года (частично раньше) все венгерские марки выпускались с зубцами и без зубцов. Тиражи беззубцовых марок обычно составляли 4—7 тысяч экземпляров. До 1958 года беззубцовые марки не принимались для оплаты почтовых отправлений, они продавались коллекционерам по цене, равной 10 номиналам. С 22 февраля 1958 года все беззубцовые выпуски стали обычными знаками почтовой оплаты для любых почтовых отправлений. В 1991 году выпуск беззубцовок был прекращен.
До 1 сентября 1971 года венгерские марки, выпущенные до 1964 года, имели ограниченные сроки хождения. Затем все марки, выпущенные с 1 августа 1946 года, были вновь допущены в обращение, сроки которого не ограничивались.
С 1991 года на марках Венгрии надпись «Венгерская почта» снова была заменена словом «Венгрия».

### Необычные выпуски
В октябре 1955 года к Международному конгрессу по цветным металлам, состоявшемся в Будапеште, была выпущена авиапочтовая марка, отпечатанная на алюминиевой фольге толщиной 0,009 мм. Марка использовалась только в почтовом отделении конгресса.
В сентябре 2004 года почтовое ведомство Венгрии выпустила серию из 64 почтовых миниатюр (Mi #4885—4948), на которых микрошрифтом рассказано об истории шахмат в Венгрии. Каждая марка имеет номинал 50 форинтов, все они объединены в малый лист в виде шахматной доски, фигуры которой образуют начальную позицию венгерской партии. Впервые этот дебют встретился в матче по переписке Париж — Будапешт, который продолжался с 1842 по 1845 годы.
Микрошрифт позволил разместить на каждой марке несколько десятков слов текста, а вся серия названа «Краткий курс истории шахмат в Венгрии». Значительное число марок отведено биографическим статьям о знаменитых венгерских гроссмейстерах: Ласло Сабо, Лайоше Портише, Андраше Адорьяне, Дьюла Саксе, Золтане Рибли, Петере Леко, Иштване Билеке и Жуже Верёци-Петровиче.
Этот выпуск установил сразу три рекорда в филателии:
- марки с самым обширном текстом;
- самый большой малый лист;
- самая длинная серия марок, посвящённая шахматам.

## Другие виды почтовых марок
Венгерская почта выпускала также газетные, доплатные, экспрессные, газетно-налоговые, посылочные и служебные марки.

### Авиапочтовые
Первые авиапочтовые марки Венгрии вышли 4 июля 1918 года. Они предназначались для писем, пересылавшихся по авиатрассе Вена—Будапешт—Краков—Львов и представляли собой надпечатку текста «Repülo posta» («Полётная почта») и нового номинала на стандартных марках 1917 года («Парламент»). Марки были в обращении до 24 июля 1918 года.
Вторая серия, с надпечаткой «Légi posta» («Авиапочта») и нового номинала на стандартных марках 1917 года, поступила в обращение в ноябре 1920 года. С тех пор авиапочтовые марки выпускались регулярно, вплоть до 1988 года.

### Газетные
Газетные марки венгерская почта выпускала с 1871 по 1922 год. Все они печатались без зубцов. Изъяты из обращения 30 апреля 1922 года.
|                                           |                                                  |                                     |                                                    |
| 1918: первая авиапочтовая марка (Mi #210) | 1903: доплатная марка из первого выпуска (Mi #8) | 1868: первая газетная марка (Mi #I) | 1873: телеграфная марка из первого выпуска (Mi #8) |

### Доплатные
Выпуск доплатных марок начался в ноябре 1903 года и продолжался до декабря 1987 года.

### Посылочные
В декабре 1953 года были выпущены посылочные марки для отправления посылок внутри страны. Они представляют собой надпечатку нового номинала на стандартной марке 1946 года (Mi #955).

### Служебные
Служебные марки выпускались с июня 1921 года по март 1924 года. 1 июля 1924 года были изъяты из обращения.

### Телеграфные
Телеграфные марки выпускались с 1873 по октябрь 1874 года. Обычно гасились пером. Телеграфные штемпеля, использовавшиеся с февраля 1875 года, на марках редки.

## Местные и региональные выпуски

### Абонь
В 1945 году в городе Абонь был произведён местный выпуск марок. На 28 миниатюрах Венгрии различных выпусков были сделаны ручные надпечатки новых номиналов. Тиражи этих марок небольшие. Известны фальсификаты.

### Ньиредьхаза
31 октября 1944 года советскими войсками был освобождён город Ньиредьхаза. Перед отступлением немецкие войска взорвали здание почтамта и международной телефонной станции. Поэтому одной из первоначальных задач, которые пришлось решать новому бургомистру и военному коменданту города, было восстановление работы почтовых служб, которое задерживалось из-за отсутствия марок. Было решено изготовить временные марки и конверты собственными силами. Это дело было поручено частному типографу Каролю Венковичу. Он изготовил конверты двух цветов (жёлтые и розовые), а также марки номиналом в 20 и 40 филлеров. Оба номинала были отпечатаны чёрной краской — первый на жёлтой, второй на розовой бумаге и были весьма примитивные на вид — обозначение номинала без всяких надписей. Марки и часть конвертов были снабжены фиолетовой печатью городского налогового ведомства, которое взяло на себя расходы по их изготовлению. Всего марок каждого номинала было отпечатано примерно по 5 тысяч экземпляров. Днём их выхода можно считать 16 декабря 1944 года.
Когда о провизориях стало известно Временному национальному правительству, работавшему в то время в Дебрецене, их запасы уже оказались исчерпанными. По этой причине почтовое управление Дебрецена сделало заказ на изготовление повторных оттисков для музея. Однако оказалось, что оригиналы клише не сохранились, и поэтому новые оттиски были сделаны с других клише, изготовленных специально для этой цели. Это даёт основание считать повторный тираж новоделами.
В феврале 1945 года по указанию руководителя почтового ведомства Кароля Шабияни был осуществлён второй выпуск, также состоявший из двух номиналов. По своему внешнему виду эти эмиссии схожи с марками первого выпуска и имеют те же номиналы, однако на них напечатана внизу дополнительная надпись красного цвета «Nyíregyháza-1» («Ньиредьхаза-1»). Было выпущено около 5 тысяч марок по 20 филлеров и около 2 тысяч — по 40.
Известны подделки марок как первого, так и второго выпусков. Помимо марок, было изготовлено 12 тысяч почтовых карточек трёх типов.

### Баранья
В 1918 году во время Первой мировой войны Южновенгерский комитат (округ) Баранья и часть приграничных земель были заняты сербскими войсками. На оккупированных землях была провозглашена Республика Баранья с центром в городе Печ. В мае 1919 года состоялся первый выпуск марок Бараньи — на почтовых марках Венгрии различных выпусков была сделана надпечатка «1919 Baranya» («1919 Баранья»). В мае были также выпущены доплатные марки — надпечатки на доплатных марках Венгрии надписи «1919 Baranya» и нового номинала. Всего состоялось четыре выпуска. Последний — в декабре 1919 года — надпечатка полукругом на венгерских марках чёрной краской слова «BARANYA» и большой красной цифры нового номинала. 20 августа 1920 года Баранья была возвращена Венгрии. Марки с надпечатками были изъяты из обращения и заменены венгерскими. Всего было выпущено марок: почтовых — 60; доплатных — 3.

### Дебрецен
Восточновенгерский комитат Дебрецен и прилегающие районы с ноября 1919 по июнь 1920 года были оккупированы румынской армией. Во время оккупации выпускались почтовые и доплатные марки.
Первый выпуск почтовых марок состоялся 21 ноября 1919 года. Венгерские марки были снабжены надпечаткой: в овальной рамке слова́ «Zona de ocupatie romana» («Румынская зона оккупации») и эмблема почтовой службы Румынии. Надпечатка производилась синей, красной и чёрной краской. Такая же надпечатка ставилась на доплатные марки Венгрии. Марки с надпечаткой овала и эмблемы, выполненными двойной линией, — пробные оттиски.
В декабре 1919 года была выпущена серия доплатных марок, а в январе 1920 года — почтовых марок оригинальных рисунков с надписью «Magyar posta» и с надпечаткой в круглой рамке «Romania. Zona de ocupatie» («Румыния. Зона оккупации»). Существуют перевёрнутые надпечатки. В обращении они практически не были.
В 1920 году Дебрецен был возвращён Венгрии, и в обращение поступили венгерские марки. Всего было выпущено марок: почтовых — 102; доплатных — 21.

### Западная Венгрия
По Трианонскому договору 1920 года Венгрия потеряла значительную часть своих территорий, в том числе провинцию Бургенланд, которую передали Австрии. Вопрос о государственной принадлежности её части (так называемой Западной Венгрии) с центром в городе Шопроне должен был быть решён плебисцитом. Венгерское население, требовавшее присоединения к Венгрии, восстало. Начиная с сентября 1921 года восставшие выпустили восемь серий марок с различными надпечатками. 11 ноября 1921 года была выпущена девятая серия из 23 почтовых марок и серия доплатных марок оригинальных рисунков. На марках надпись «Lajtabánság posta» («Почта Транслейтании»). В обращении находились только марки трёх первых выпусков. Из последнего выпуска в обращение поступили только четыре.
По результатам плебисцита Шопрон остался в составе Венгрии, и с 1922 года в обращение поступили марки Венгрии.
| Некоторые почтовые марки Западной Венгрии (1919—1921) | Некоторые почтовые марки Западной Венгрии (1919—1921) | Некоторые почтовые марки Западной Венгрии (1919—1921) | Некоторые почтовые марки Западной Венгрии (1919—1921) |
| ----------------------------------------------------- | ----------------------------------------------------- | ----------------------------------------------------- | ----------------------------------------------------- |
|                                                       |                                                       |                                                       |                                                       |
| 1919: из первого выпуска (Mi #2)                      | 1921: из четвёртого выпуска (Mi #31)                  | 1921: из восьмого выпуска (Mi #64)                    | 1921: из девятого выпуска (Mi #69)                    |

## Развитие филателии
Первое общество венгерских филателистов было создано в Будапеште весной 1884 года. Пятидесятилетие этого общества было отмечено венгерской почтой в 1934 году выпуском марки и блока; была организована филателистическая выставка.
До Второй мировой войны в Венгрии существовали разрозненные кружки филателистов. После освобождения страны от немецко-фашистских захватчиков началось возрождение культурной жизни, в том числе оживление филателистического движения. Происходила реорганизация большинства обществ, создавались новые, и в феврале 1952 года отдельные общества и кружки были объединены во Всевенгерский союз филателистов (венг. Magyar Bélyeggyűjtők Országos Szövetsége — MABÉOSZ; МАБЕОС). Основу национальной филателистической организации Венгерской Народной Республики составил Первый союз венгерских филателистических обществ, учреждённый в 1922 году.
Перед новой организацией была поставлена задача использовать филателию в деле развития культуры страны, воспитания молодёжи в духе социализма. К середине 1970-х годов в Союз входили 3410 кружков — 2205 для взрослых филателистов и 1205 для молодёжи, которые объединяли 200 тыс. членов. В шести городах страны были созданы областные отделения Союза. Венгерские коллекционеры установили широкие связи с зарубежными филателистическими организациями, участвовали в международных выставках, включая советско-венгерские выставки:
4 сентября 1971 года было открыто новое восьмиэтажное здание МАБЕОС с многочисленными залами и вестибюлями для проведения крупных выставок. По сообщению Белы Збораи, секретаря отдела тематической филателии МАБЕОС, на 70 постоянных стендах большого выставочного зала раз в месяц на протяжении десяти дней демонстрировались коллекции на разнообразные темы из различных городов Венгрии.
Используя опыт румынских коллег, МАБЕОС организовал школу почтовых марок, в рамках которой читались курсы лекций. Они включали различные сведения, полезные филателисту и охватывающие те или иные области и направления филателии, практические советы по определению водяных знаков и зубцовки, методику составления коллекций и т. п.
Работу с молодёжью координировала соответствующая комиссия МАБЕОС. Ежегодно проводилась Всевенгерская молодёжная филателистическая выставка. К примеру, в 1975 году она состоялась в городе Залаэгерсеге при участии юных филателистов из других социалистических стран.
В Венгерской Народной Республике регулярно отмечался День почтовой марки и в связи с его проведением издавались почтовые марки. Так, 9 сентября 1975 года в Венгрии выходила серия почтово-благотворительных марок, приуроченных к этому событию, которые были изготовлены офсетным способом в зубцовом и беззубцовом исполнении. Художником серии И. Вертелем были запечатлены виды Вышеграда. Все марки имели номинал 2 + 1 форинт. Серию замыкал почтовый блок из четырёх марок того же номинала. В день выпуска марки и блоки гасились специальными штемпелями.
Печатным органом МАБЕОС является ежемесячный журнал «Filatéliae Szemle» («Филателистическое обозрение»), который издаётся с 1954 года на венгерском языке. Журнал содержит информацию о филателистических новинках стран мира и специальные статьи по филателии.